# Ерік Кайнард
Ерік Кайнард  (англ. Eric Kynard, 3 лютого 1991) — американський легкоатлет, олімпійський медаліст.

## Виступи на Олімпіадах
| Олімпіада   | Дисципліна       | Місце |
| ----------- | ---------------- | ----- |
| Лондон 2012 | стрибки у висоту | 2     |
| Ріо 2016    | стрибки у висоту | 6     |